# Orhan Delibaş
Orhan Delibaş est un boxeur néerlandais d'origine turque né le 28 janvier 1971 à Kayseri.

## Carrière
Il participe aux Jeux olympiques de Barcelone en 1992 dans la catégorie des poids super-welters et remporte la médaille d'argent. Lors de sa carrière sportive, il remporte également une médaille d'argent européenne en 1993.

### Parcours auxJeux olympiques
Jeux olympiques d'été de 1992 à Barcelone (poids super-welters) :
- Bat Ki-Soo Choi (Corée du Sud)
- Bat Chalit Boonsingkarn (Thaïlande)
- Bat Raúl Marquez (États-Unis)
- Bat Robin Reid (Royaume-Uni)
- Perd contre Juan Carlos Lemus (Cuba)